# Championnat d'Irlande du Nord de football 1926-1927
Navigation
Édition précédente Édition suivante
Le 33e Championnat d'Irlande du Nord de football se déroule en 1926-1927. Il reste à 12 clubs mais sans relégation cette année. La fédération nord-irlandaise a en effet prévu de passer de 12 à 14 clubs professionnels pour la saison 1927-1928. 
Belfast Celtic prolonge son retour victorieux en remportant un deuxième titre consécutif. C’est son cinquième titre au total. Il réalise la saison parfaite en ne perdant aucun match de championnat.

## Les 12 clubs participants
- Ards FC
- Barn Carrickfergus
- Belfast Celtic
- Cliftonville FC
- Distillery FC
- Glenavon FC
- Glentoran FC
- Larne FC
- Linfield FC
- Newry Town
- Queen's Island FC
- Portadown FC

## Classement
| Rang | Équipe             | Pts | J  | G  | N | P  | Bp | Bc | Diff |
| ---- | ------------------ | --- | -- | -- | - | -- | -- | -- | ---- |
| 1    | Belfast Celtic     | 37  | 22 | 15 | 7 | 0  | 66 | 26 | +40  |
| 2    | Queen's Island FC  | 30  | 22 | 12 | 6 | 4  | 46 | 34 | +12  |
| 3    | Distillery FC      | 29  | 22 | 12 | 5 | 5  | 56 | 36 | +20  |
| 4    | Glentoran FC       | 27  | 22 | 11 | 5 | 6  | 56 | 48 | +8   |
| 5    | Ards FC            | 25  | 22 | 9  | 7 | 6  | 42 | 42 | 0    |
| 6    | Larne FC           | 24  | 22 | 10 | 4 | 8  | 55 | 50 | +5   |
| 7    | Linfield FC        | 22  | 22 | 8  | 6 | 8  | 41 | 35 | +6   |
| 8    | Portadown FC       | 18  | 22 | 7  | 4 | 11 | 50 | 48 | +2   |
| 9    | Cliftonville FC    | 17  | 22 | 7  | 3 | 12 | 32 | 40 | -8   |
| 10   | Newry Town         | 17  | 22 | 6  | 5 | 11 | 39 | 48 | -9   |
| 11   | Glenavon FC        | 11  | 22 | 4  | 3 | 15 | 33 | 57 | -24  |
| 12   | Barn Carrickfergus | 7   | 22 | 2  | 3 | 17 | 35 | 87 | -52  |

|  | Champion d'Irlande du Nord |
|  | Relégation                 |

## Bilan de la saison
| Tableau d'Honneur                         |                |
| Compétition                               | Vainqueur      |
| Championnat d'Irlande du Nord de football | Belfast Celtic |
| Coupe d'Irlande du Nord de football       | Ards FC        |

| Promotions et relégations |                        |
| Relégués                  | Aucun                  |
| Promus                    | Bangor FC Coleraine FC |